# Гохштейн, Давид Петрович
Дави́д Петро́вич Гохште́йн (30 июня 1905, Голендры, Бердичевский уезд, Киевская губерния — 18 января 1984, Одесса) — украинский советский физик, учёный в области технической термодинамики и теплофизики. Доктор технических наук (1939), профессор (1939). Один из основателей одесской термодинамической школы.

## Биография
С 1920 года работал лаборантом на Корделевском сахарном заводе, затем рабочим на сахарном заводе в Одессе. В 1928 году окончил энергетический факультет Одесского индустриального института, с 1929 года работал ассистентом там же и в 1931 году начал работать на созданной профессором С. Д. Левенсоном кафедре общей теплотехники. Конспекты его лекций по термодинамике были изданы в 1932 и 1934 годах. В 1936 году под руководством С. Д. Левенсона защитил в Московском энергетической институте кандидатскую диссертацию по теме «Исследование изодиабатных процессов идеальных газов», после чего был назначен доцентом кафедры. В 1939 году в Московском энергетическом институте защитил диссертацию доктора технических наук по теме «Вопросы термодинамики бинарных циклов», став профессором и заведующим этой кафедры, а также деканом теплотехнического факультета. В 1939 года вошёл в состав Комиссии по технической термодинамике, образованной при Энергетическом институте Академии наук СССР. С 1941 по 1945 год вместе с институтом находился в эвакуации, был заведующим кафедрой теплотехники Ташкентского текстильного института.
С 1945 года — вновь заведующий кафедрой теоретических основ теплофизики Одесского политехнического института. С 15 января 1945 по 15 апреля 1948 года работал по совместительству заведующим кафедрой машиноведения и энергетики в Одесском институте сельскохозяйственного строительства, а после его переименования в Одесский инженерно-строительный институт — заведующим кафедрой отопления, вентиляции и энергетики. В разгар кампании по борьбе с космополитизмом в 1949 году был уволен из политехнического института с обвинением в «недооценивании русских советских учёных» в своих научных трудах. В 1950 году был принят заведующим кафедрой теплотехники в Одесский мукомольный институт имени И. В. Сталина. Предметом исследований возглавляемой им кафедры стала атомная энергетика для подводных лодок и большое количество договоров с предприятиями военно-технического комплекса позволило в 1963 году преобразовать Мукомольный институт в Одесский технологический институт имени М. В. Ломоносова и организовать новый теплофизический факультет, где Д. П. Гохштейн основал и возглавил кафедру инженерной теплофизики. Кроме термодинамики энергетических систем на кафедре начались исследования теплофизических свойств веществ, которые возглавил ученик основателя этого направления Я. З. Казавчинского П. М. Кессельман. В 1957 году Д. П. Гохштейном была создана научная группа по разработке тепловых энергетических установок. В 1969 году теплофизический факультет был переведён в Одесский технологический институт пищевой и холодильной промышленности (ОТИПХП), где Д. П. Гохштейном при кафедре инженерной теплофизики была организована проблемная лаборатория «Энергетические установки на неводяных парах».
С 1971 года возглавлял кафедру атомных электростанций на факультете атомной энергетики в Одесском политехническом институте, где работал до конца жизни.
В рамках одесской термодинамической школы возглавил новое направление «Термодинамика циклов и схем энергетических установок». Основные научные труды в области использования неводяных паров в энергетике и энтропийному методу термодинамического анализа, по которым Д. П. Гохштейн опубликовал также несколько монографий. Среди его учеников доктора технических наук Г. П. Верхивкер, Е. И. Таубман, Н. Д. Захаров, В. С. Киров, Л. Ф. Смирнов, З. Р. Горбис.
Награждён орденом Трудового Красного Знамени, медалью «За трудовую доблесть».

## Монографии
- Д. П. Гохштейн. К проблеме нового рабочего агента для бинарных установок. Одесса: Индустриальный институт, 1938.
- Д. П. Гохштейн. Энтропийный метод расчёта энергетических потерь. М.—Л.: Госэнергоиздат, 1951. — 112 с.
- Д. П. Гохштейн. Использование отходов тепла в тепловых насосах. М.—Л.: Госэнергоиздат, 1955. — 80 с.
- Д. П. Гохштейн, Г. П. Верхивкер. Проблема повышения К. П. Д. паротурбинных электростанций. М.—Л.: Госэнергоиздат, 1960. — 208 с.
- Д. П. Гохштейн. Энтропийный метод расчёта энергетических потерь. М.—Л.: Госэнергоиздат, 1963. — 103 с.
- Д. П. Гохштейн. Остановятся ли мировые часы? (Популярное изложение учения об энтропии). М.—Л.: Госэнергоиздат, 1963. — 104 с.
- Д. П. Гохштейн. Современные методы термодинамического анализа энергетических установок. М.: Энергия, 1969. — 368 с.
- Д. П. Гохштейн, Г. П. Верхивкер. Анализ тепловых схем атомных электростанций. Киев: Вища школа, 1977. — 240 с.
- Д. П. Гохштейн, В. С. Киров, В. В. Фисенко. Циклы и тепловые схемы АЭС с высокотемпературными реакторами. Киев: Вища школа, 1983. — 202 с.
- Д. П. Гохштейн, Г. П. Верхивкер. Применение метода вычитания к анализу работы энергоустановок. Киев: Вища школа, 1985. — 81 с.